# العلاج بالأضداد وحيدة النسيلة

يرتبط كل جسم مضاد بمستضد واحد محدد فقط.

يصنف العلاج بالأضداد وحيدة النسيلة ضمن أشكال العلاج المناعي. ترتبط فيه الأضداد وحيدة النسيلة بخلايا أو بروتينات نوعية معينة بشكل يحث جهاز المناعة على مهاجمة تلك الخلايا. بالمقابل، تحدد الجرعة المشعة في العلاج المناعي الإشعاعي مكان السلالة الخلوية المستهدفة، ويلي ذلك استخدام جرعات كيميائية قاتلة للقضاء على تلك السلالة. استخدمت الأضداد مؤخرًا للارتباط بالجزيئات المشاركة في تنظيم الخلايا التائية بهدف إزالة المسارات المثبطة التي تمنع استجابة الخلايا التائية، وهذا يعرف باسم العلاج بمثبطات نقاط التفتيش المناعية.
يمكن إنشاء أضداد وحيدة النسيلة خاصة بأي هدف تقريبًا، ولكن يجب أن يكون هذا الهدف خارج الخلية أو على سطحها. تجري حاليًا العديد من الأبحاث التي تعمل على إنشاء أجسام مضادة للأمراض المختلفة، وتعتبر الأمراض التالية أمثلة على ذلك: التهاب المفاصل الروماتويدي والتصلب المتعدد ومرض الزهايمر والإيبولا وأنواع مختلفة من السرطانات.

## هيكل ووظيفة الجسم المضاد
تعتبر الغلوبولينات المناعية ج جزيئات كبيرة متغايرة الوحدات تزن نحو 150 كيلو دالتون، وتملك نوعين من السلاسل عديدة الببتيد هما: السلسلة الثقيلة (تزن نحو 50 كيلو دالتون) والسلسلة الخفيفة (تزن نحو 25 كيلو دالتون). تضم السلاسل الخفيفة نوعين هما: كابا (κ) ولامدا (λ). يمكن فصل جزء ارتباط المستضد (Fab) عن ثابت الجزء (Fc) باستخدام إنزيم الباباين. ترتبط مناطق ارتباط المستضد بالجزء الثابت، وتحتوي ثلاثة مجالات مختلفة تتكون من أحماض أمينية شديدة التغير لتضمن نوعية الضد. تشارك الفئات الفرعية الأربعة المعروفة للغلوبولينات المناعية ج في السمية الخلوية المعتمدة على الأضداد. تعتبر الأضداد مكونًا رئيسيًا للاستجابة المناعية التكيفية، وتلعب دورًا رئيسيًا في التعرف على المستضدات الأجنبية وتحفيز الاستجابة المناعية لها. أتاحت تقنية الأضداد وحيدة النسيلة إمكانية خلق أضداد لمستضدات معينة موجودة على أسطح الخلايا الورمية. يمكن الحصول على الأضداد وحيدة النسيلة في الجهاز المناعي عن طريق المناعة السلبية أو المناعة النشطة. تتمثل ميزة العلاج الفعال بالأضداد وحيدة النسيلة في حقيقة أن الجهاز المناعي سينتج أجسامًا مضادة على المدى الطويل، مع إعطاء دواء قصير المدى يحث هذه الاستجابة. ومع ذلك، قد تكون الاستجابة المناعية لبعض المستضدات غير كافية، خاصةً عند كبار السن. بالإضافة إلى ذلك، قد تسبب الأضداد ردود فعل سلبية ناجمة عن الاستجابة طويلة الأمد للمستضدات. قد يضمن العلاج السلبي بالأضداد وحيدة النسيلة مستوى ثابت للأجسام المضادة، مع إمكانية التحكم في التفاعلات السلبية الجانبية بمجرد إيقافه. ومع ذلك، يعتبر التطبيق المتكرر لهذا العلاج والتكلفة العالية الناجمة عن ذلك من أهم عيوب هذه الطريقة.
قد يكون العلاج بالأضداد وحيدة النسيلة مفيدًا للسرطان وأمراض المناعة الذاتية والاضطرابات العصبية التي تؤدي إلى تنكس خلايا الجسم كما في داء الزهايمر مثلًا. قد يساعد العلاج بالأضداد وحيدة النسيلة الجهاز المناعي لأن الجهاز المناعي الفطري يستجيب للعوامل البيئية التي يواجهها من خلال تمييز الخلايا الغريبة عن خلايا الجسم. لا يستهدف الجهاز المناعي الخلايا السرطانية التي تتكاثر بمعدلات عالية أو الخلايا التي تموت وتسبب مشاكل فسيولوجية، لأن الخلايا السرطانية هي خلايا المريض نفسه. ومع ذلك، لا تعتبر الخلايا السرطانية طبيعية، ويحمل الكثير منها مستضدات غير مألوفة؛ فبعضها يكون غير ملائم لنوع الخلية أو بيئتها. يمكن للأجسام المضادة وحيدة النسيلة استهداف الخلايا السرطانية أو الخلايا غير الطبيعية التي يعتبرها الجسم طبيعية لكنها تضعف صحة الفرد.

## الأمراض المستهدفة

### السرطان
يمكن استخدام الأضداد وحيدة النسيلة لاستهداف الخلايا السرطانية الخبيثة بعدة آليات. يعتبر الراموسيروماب جسم مضاد بشري مؤتلف وحيد النسيلة مستخدم في علاج الأورام الخبيثة المتقدمة. وجدت دراسات المرحلتين الأولى والثانية أن استخدام العلاج بالأضداد مفيد في اللمفوما عند الأطفال.

### أمراض المناعة الذاتية
يستخدم الإنفليكسيماب والأداليموماب في علاج أمراض المناعة الذاتية، وهي فعالة في علاج التهاب المفاصل الروماتويدي وداء كرون والتهاب القولون التقرحي بسبب قدرتها على الارتباط مع عامل النخر الورمي- ألفا وتثبيطه. يثبط الباسيليكسيماب والداكليزوماب الإنترولوكين 2 الموجود في الخلايا التائية المنشطة، ولهذا يساعدان في منع الرفض الحاد المرتبط بعمليات زرع الكلى. يثبط عقار الأوماليزوماب الغلوبولين المناعي البشري هـ، ويفيد في حالات الربو التحسسي المعتدلة إلى الشديدة.

### مرض الزهايمر
مرض الزهايمر، هو اضطراب تنكسي عصبي تقدمي متشعب معتمد على العمر، ويعتبر سبب رئيسي للخرف. وفقًا للفرضية النشوانية، تتراكم البيبتيدات بيتا النشوانية (Aβ) خارج الخلوية ضمن لويحات بواسطة عملية تقليل البلمرة، وهذا يسبب خلل في وظيفة الوصل المشبكي ويقود للتنكس العصبي معطيًا الأعراض المميزة لمرض الزهايمر. يستخدم العلاج المناعي بالأجسام المضادة أحادية النسيلة خارجية المنشأ في علاج العديد من الاضطرابات العصبية المركزية -كمرض الزهايمر- عن طريق تثبيط عملية تقليل البلمرة التي تخضع لها الببتيدات بيتا النشوانية، وبالتالي يمنع هذا النمط من العلاج السمية العصبية الناجمة عن ذلك. ومع ذلك، تعتبر الأضداد وحيدة النسيلة كبيرة ولا تستطيع المرور عبر القنوات البروتينية بطريقة منفعلة، وبالتالي تكون غير فعالة لأن الحاجز الدموي الدماغي سيمنعها من العبور. تقترح فرضية الانخفاض المحيطي آلية لا تتطلب عبور الأضداد وحيدة النسيلة الحاجز الدموي الدماغي. لذلك، تجري العديد من الدراسات البحثية على أنقاض المحاولات الفاشلة السابقة في علاج مرض الزهايمر.
عززت اللقاحات المضادة للببتيدات بيتا النشوانية زوال اللويحات عن طريق استخدام الأضداد في نماذج الفئران المعدلة وراثيًا لتحمل الطلائع البروتينية النشوانية. كذلك، يبدو أنها خففت من الاضطراب الإدراكي المرافق للمرض. يمكن استخدام اللقاحات لحث جهاز المناعة على إنتاج الأجسام المضادة الخاصة به عن طريق إدخال الببتيدات بيتا النشوانية في النماذج الحيوانية المعدلة وراثيًا، وهي طريقة معروفة باسم التلقيح الفعال. يمكن استخدامها أيضًا لإدخال الأجسام المضادة إلى النماذج الحيوانية، وهي طريقة معروفة باسم التلقيح السلبي. في الفئران التي تملك الطلائع البروتينية النشوانية، يبدو أن التلقيح الفعال والسلبي بالأجسام المضادة لببتيدات بيتا النشوانية فعال في إزالة اللويحات وقادر على تحسين الوظيفة الإدراكية. لا يوجد في الوقت الحالي علاجات معتمدة للأجسام المضادة أحادية النسيلة لمرض الزهايمر، ولكن تجري حاليًا العديد من التجارب السريرية التي تستخدم التلقيح السلبي والنشط لتطوير بعض الأدوية المعتمدة من قبل إدارة الغذاء والدواء الأمريكية، ومن المتوقع أن تقدم هذه الدراسات نتائجها في غضون عامين. وبشكل عام، أعطيت هذه الأدوية في المرحلة الأولى من المرض. تعمل أبحاث أخرى على تطوير علاجات تفيد كتداخل مبكر وتقي من المرض. تشمل الأدوية المختلفة المدروسة لعلاج مرض الزهايمر ما يلي: البابينوزوماب والوسولانيزوماب والغاوتينيروماب والليكانيماب (BAN2401).